# Compañía Eléctrica de Langreo

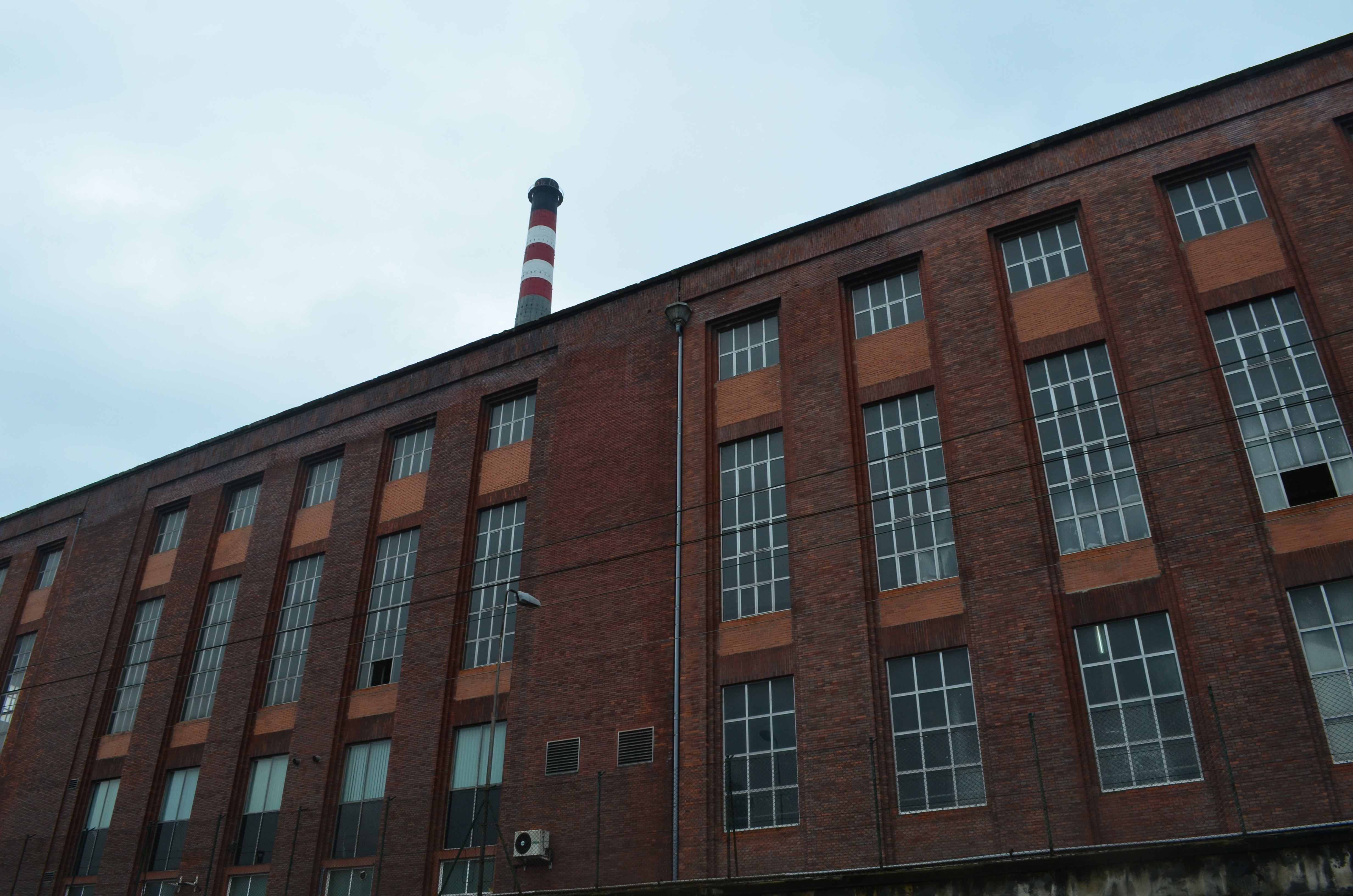
Edificio originario de la central térmica de la CEL en Langreo

La Cooperativa Eléctrica de Langreo (CEL) fue una compañía eléctrica asturiana fundada en Langreo en 1923. En 1981 fue absorbida por Hidroeléctrica Española, actualmente Iberdrola. Fue la promotora y propietaria de la Central térmica de Lada, construida en 1946, y de parte de la Central de Soto de Ribera. En su momento estuvo entre las diez empresas eléctricas de mayor producción de España. 